# Mannesmann Automobilwerk
Die Mannesmann-Automobil-Werk KG wurde 1919 von den Brüdern Alfred (1859–1944), Carl (1861–1950) und Reinhard Mannesmann (1856–1922) in Remscheid als Mannesmann Motorenwerke GmbH gegründet. Sie stellten Personenkraftwagen der gehobenen Luxusklasse und zu Rennzwecken her und vermarkteten sich mit dem Slogan: „Schaffst Du Dir einen Wagen an, so wähle einen Mannesmann“ und „Wer mit der Mannesmann Konkurrenz will bestehen, den läßt er sehr bald seinen Auspuff sehen“.
Parallel dazu wurde bereits seit 1910 von Carl Mannesmann und seinem Bruder Max (1857–1915) noch die Automobilfirma Mannesmann-MULAG in Aachen betrieben, die sich aber schwerpunktmäßig auf die Entwicklung von Lastkraftwagen und Bussen spezialisiert hatte.

## Geschichte
Die Mannesmann Motorenwerke GmbH ging hervor aus der Mannesmann Lichtwerke AG, die vor dem Ersten Weltkrieg mit circa 4000 Mitarbeitern Gas- und Hängeglühlichter produzierte und während des Krieges unter Carl Mannesmann als Direktor mit etwa 2000 Mitarbeitern als Waffen- und Munitionsfabrik fungierte. Nach dem Krieg begann man zunächst mit der Herstellung von Tiefkühlschränken und Motorpflügen, stellte aber recht bald um auf die Reparatur von im Krieg beschädigten LKWs und deren Umrüstung für den zivilen Gebrauch. Bald darauf befassten sich die Brüder auch mit der Entwicklung von Automobilen und firmierten ab 1919 als Mannesmann Motorenwerke GmbH. Das Remscheider Werk wurde 1923 schließlich in Mannesmann Automobil-Werk KG umbenannt und stellte Vierzylinder-Personenwagen der unteren Mittelklasse her. Bis 1928 entstanden hier ungefähr 2000 Fahrzeuge.
Die Zuverlässigkeit der Fahrzeuge konnte mit schadfreien Alpenüberquerungen an heißen Tagen nachgewiesen werden. Darüber hinaus nahmen umgebaute Fahrzeuge auch an dem Eifelrennen bei Nideggen teil, bei dem sie in den Jahren 1925, 1926 und 1927 die Deutsche Tourist-Trophäe gewinnen konnten.
1928 wurde aus Mannesmann-Automobil-Werk KG die Mannesmann Automobilwerke AG bzw. Mannesmann Automobilwerk AG. Ab 1928 verlegte man sich auf die Herstellung von Achtzylinder-Luxusfahrzeugen. Bereits nach einem Jahr und etwa 200 Exemplaren war die Firma im August 1929 zahlungsunfähig. Eine zweite Quelle bestätigt, dass im August 1929 die Zahlungen eingestellt wurden. Das Aktienkapital in Höhe von 600.000 Reichsmark, das sich im Besitz der Familie Mannesmann befand, war verloren. Im September 1929 wurde das Vergleichsverfahren und vom Amtsgericht Remscheid bestätigt. Das letzte Modell, das Typ 8 Mb Modell 100, hatte einen von DKW gelieferten Rickenbacker-Motor.
1930 entstanden in der Auffanggesellschaft Mannesmann-Automobil- und Ersatzteile-GmbH noch einige wenige Fahrzeuge aus vorhandenen Einzelteilen. Sie hatten Achtzylindermotoren und Karosserien von Karmann. Am 28. April 1930 beantragte dieses Unternehmen die Auflösung.

## PKW-Modelle
| Typ                        | Bauzeitraum | Zylinder | Hubraum  | Leistung        | Vmax     |
| -------------------------- | ----------- | -------- | -------- | --------------- | -------- |
| Typ W I (4/16 PS)          | 1923–1924   | 4 Reihe  | 1289 cm³ | 16 PS (11,8 kW) |          |
| Typ W II (5/20 PS)         | 1923–1927   | 4 Reihe  | 1305 cm³ | 20 PS (14,7 kW) | 75 km/h  |
| Typ M (5/25 PS)            | 1927–1928   | 4 Reihe  | 1305 cm³ | 25 PS (18,4 kW) | 80 km/h  |
| Typ 8 M (Modell 60)        | 1928–1929   | 8 Reihe  | 2343 cm³ | 55 PS (40 kW)   | 100 km/h |
| Typ 8 Ma (Modell 70 Sport) | 1929        | 8 Reihe  | 2418 cm³ | 70 PS (51 kW)   | 120 km/h |
| Typ 8 Mb (Modell 100)      | 1929        | 8 Reihe  | 5210 cm³ | 100 PS (74 kW)  | 110 km/h |